# Габріель Куцко-Штадльмаєр
Габріель Штадльмаєр, у шлюбі Куцко-Штадльмаєр (нім. Gabriele Kucsko-Stadlmayer, нар. 19 грудня 1955 у Відні) — австрійська юристка, суддя Європейського суду з прав людини.

## Біографія

### Рання біографія та освіта
Габріель Штадльмаєр народилася в родині високопоставленого державного службовця і юриста, однією з двох дочок. Її дитинство пройшло в центрі Відня, у районі Іннере-Штадт. Також їздила по обміну до Південної Франції. Цікавилася математикою, мистецтвом, літературою, музикою та мовами.
В 1973 році, після закінчення школи, почала вивчати право у Віденському університеті, паралельно вивчала французьку мову в перекладацькому інституті. В 1977 році закінчила університет зі ступенем доктора і одразу після цього почала працювати там же асистенкою. У 1985 році в цьому ж університеті здобула постдокторський ступінь з конституційного права.

### Академічна кар'єра
У 1993-2011 роках була асоційованою професоркою конституційного та адміністративного права у Віденському університеті. У 2000 році вона була запрошеною професоркою в Ґрацькому університеті. Паралельно із професорською роботою займала посади заступниці голови, голота та прессекретарки Сенату університету. В 2013-2015 роках також була прессекретаркою спілки сенатів австрійських університетів.
Починаючи із 1 січня 2016 року Габріель Куцко-Штадльмаєр є членкинею і заступницею голови Австрійської наукової ради.

### Судова кар'єра
У 2005-2009 роках вона була членкинею виборчої комісії Європейського трибуналу цивільної служби, а в 2006-2013 роках була головою Арбітражного комітету Віденського університету. В квітня 2015 року Парламентська асамблея Ради Європи обрала її суддею Європейського суду з прав людини від Австрії, на заміну Елізабет Штайнер. 18 травня 2022 року її обрали Президенткою секції ЄСПЛ.
В 1995 році її призначили заступницею члена Конституційного суду Австрії за пропозицією Соціал-демократичної партії Австрії, і вона залишалась на посаді до її обрання до ЄСПЛ у 2015 році. В 2008-2012 роках вона була заступницею голови Консультативної ради з прав людини при Федеральному міністерстві внутрішніх справ Австрії, а в 2012-2013 роках була заступницею голови Консультативної ради при Омбудсмені. Також, з 2006 до 2015 року була членом Венеціанської комісії.
Будучи суддею ЄСПЛ, Куцко-Штадльмаєр брала участь в чотирьох справах, у яких Міжнародна комісія юристів була третьою стороною. Це могло створити конфлікт інтересів, оскільки з 2000 року вона є членкинею Австрійської комісії юристів, місцевого відділу Міжнародної комісії юристів.

## Особисте життя
У 1982 році Габріель Штадльмаєр одружилась із Гвідо Куцко, юристом в галузі товарних знаків. В 1984 році народила дочку, а в 1987 році сина. Живе з родиною у Відні, а також має дачу в Райхенау-ан-дер-Ракс в Нижній Австрії. Із 2015 року, через отримання посади у ЄСПЛ, живе у Страсбурзі.